# Edward White Benson
Pour les articles homonymes, voir Benson.
Edward White Benson (14 juillet 1829 – 11 octobre 1896) est un pasteur et évêque anglican britannique. 

## Biographie
En 1877, il devient le premier évêque de Truro, en Cornouailles, puis le quatre-vingt-quatorzième archevêque de Cantorbéry de 1883 à sa mort. Sa sœur, Ada Benson est directrice d'école

## Famille
Il épouse Mary Sidgwick, sœur du philosophe Henry Sidgwick, le couple a six enfants, dont :
- Arthur Christopher Benson (1862-1925), auteur des paroles de l'hymne Land of Hope and Glory sur une musique de sir Edward Elgar, et directeur de Magdalene College (Cambridge)
- Margaret Benson (1865-1916), autrice et égyptologue
- Edward Frederic Benson (1867-1940), romancier
- Robert Hugh Benson (1871-1914), romancier et prêtre catholique